# Hal Walker
Harold Walker (* 20. März 1896 in Ottumwa, Iowa; † 3. Juli 1972 in Tracy, Kalifornien) war ein US-amerikanischer Filmregisseur und Regieassistent, der bei der Oscarverleihung 1938 für den Oscar für die beste Regieassistenz nominiert war.

## Biografie
Walker begann 1935 als Regieassistent beim Film Männer ohne Namen und war anschließend in dieser Funktion an der Produktion von 15 Filmen beteiligt. Für Schiffbruch der Seelen (1937) war er bei der Oscarverleihung 1938 für den letztmals verliehenen Oscar für die beste Regieassistenz nominiert.
Nach dem Zweiten Weltkrieg begann er 1945 selbst als Filmregisseur und inszenierte bis 1953 elf Filme wie Der Weg nach Utopia (1946), Krach mit der Kompanie (1950), That's My Boy (1951) und Der Weg nach Bali (1952).

## Filmografie (Auswahl)
- 1945: Out of This World
- 1945: Duffy’s Tavern
- 1945: Der Weg nach Utopia (Road to Utopia)
- 1945: The Stork Club
- 1950: Irma, das unmögliche Mädchen (My Friend Irma Goes West)
- 1950: Krach mit der Kompanie (At War with the Army)
- 1951: That’s My Boy
- 1952: Seemann pass auf (Sailor Beware)
- 1952: Der Weg nach Bali (Road to Bali)